# Vorbestellung
Eine Vorbestellung (englisch: Pre-order) ist eine Bestellung einer Ware, die noch nicht im Handel erschienen ist und erst an dem Veröffentlichungsdatum ausgeliefert wird. Vorbesteller können durch eine frühzeitige bzw. pünktliche Auslieferung zusätzliche exklusive und/oder limitierte Prämien oder andere Dinge motiviert werden.
Da einige Waren bereits vor der Veröffentlichung ausverkauft und limitiert sind (Ressourcenallokation), wird häufig auf Vorbestellungen zurückgegriffen. Daher werden sie oft als Teil einer Marketingstrategie genutzt. Der Kunde will sich Ware und/oder Exklusivität sichern, motiviert eventuell auch andere dazu und besitzt bei bereits bekannten Produkten eine hohe Kundentreue, ist also ein sogenannter Stammkunde. Des Weiteren kann der Hersteller dadurch die Produktion besser einplanen und kontrollieren. Kennzeichnend hierbei ist außerdem, dass der Preis nach den Vorbestellungen meistens fällt und die Qualitätsstandards der Produkte verbessert werden, nachdem bereits erste Fehler festgestellt worden sind. Zudem ist es schwer, ein noch nicht fertiges Produkt einzuschätzen (z. B. wegen fehlender Berichterstattung und Tests), was zu Fehlkäufen und Enttäuschungen führen kann. Es ist auch fraglich, ob die Inhalte für Vorbesteller auch wirklich von den Kunden gebraucht und genutzt werden.
Vorbestellungen gibt es häufig in den Bereichen Technik, Designergegenstände, Musik, Filme bzw. Serien, Bücher und Computerspiele. Sie finden im elektronischen Handel statt. Ebenso werden meist Reisen und Tickets für Events bereits im Voraus bestellt. Eine spezielle Form der Vorbestellung kann das Crowdfunding sein, bei welchem das zu entstehende Produkt durch die Masse von Geldabgaben der potentiellen Kunden finanziert werden soll.